# اسکاتیا (آرکانزاس)
اسکاتیا (به انگلیسی: Scotia) یک منطقهٔ مسکونی در ایالات متحده آمریکا است که در شهرستان پوپ، آرکانزاس واقع شده‌است. اسکاتیا ۱۱۴٫۹۱ متر بالاتر از سطح دریا واقع شده‌است.